# Richard Lucien Borg
Richard Lucien Borg (* 2. Februar 1957; † 19. Juli 2013) war ein deutscher Geschäftsmann, Kommunalpolitiker und Vorsitzender der Synagogengemeinde Saar.

## Leben
Richard Borg war studierter Diplom-Ingenieur und Diplom-Wirtschaftsingenieur und mit einem eigenen Kommunikationsunternehmen BNégociations selbständig. Er war Mitglied der CDU und Stadtverordneter in Saarbrücken. Er war Vorsitzender des Vereins DenkmalMit! e.V.
Borg war von 1998 bis 2007 Vorsitzender der Synagogengemeinde Saar, einer der größeren jüdischen Gemeinden in Deutschland sowie eigenständigen Landesverband des Zentralrats der Juden in Deutschland.
Unter seiner Leitung wurde zwischen dem Landesverband und dem Bundesland Saarland 2001/02 ein Staatsvertrag geschlossen und eine Körperschaft des öffentlichen Rechts errichtet.